# The King's Procession Crossing Horse Guards Parade
The King's Procession Crossing Horse Guards Parade è un cortometraggio muto del 1902. Il nome del regista non viene riportato nei credit del film ma vi appare quello del produttore Cecil M. Hepworth come direttore della fotografia. Il film documenta alcune scene delle cerimonie che accompagnarono l'incoronazione, avvenuta il 9 agosto 1902, di Edoardo VII, salito al trono dopo la morte della madre, la regina Vittoria.

## Produzione
Il film fu prodotto dalla Hepworth. Venne girato a Londra il 9 agosto 1902, giorno dell'incoronazione.

## Distribuzione
Distribuito dalla Hepworth, il documentario - un cortometraggio della lunghezza di trenta metri - presumibilmente uscì nelle sale cinematografiche britanniche nel 1902.
Non si hanno altre notizie del film che si ritiene perduto, forse distrutto nel 1924 quando il produttore Cecil M. Hepworth, ormai fallito, cercò di recuperare l'argento del nitrato fondendo le pellicole.